# Irish League 1999-2000
L'Irish League 1999-2000 è stata la 99ª edizione della prima divisione del campionato nordirlandese di calcio.
Il campionato era formato da dieci squadre e il Linfield vinse il titolo.

## Classifica finale
| Pos. | Squadra            | G  | V  | N  | P  | GF | GS | Punti |
| ---- | ------------------ | -- | -- | -- | -- | -- | -- | ----- |
| 1    | Linfield           | 36 | 24 | 7  | 5  | 67 | 30 | 79    |
| 2    | Coleraine          | 36 | 18 | 7  | 11 | 64 | 42 | 61    |
| 3    | Glenavon           | 36 | 17 | 10 | 9  | 55 | 34 | 61    |
| 4    | Glentoran          | 36 | 18 | 7  | 11 | 59 | 51 | 61    |
| 5    | Portadown          | 36 | 15 | 7  | 14 | 64 | 62 | 52    |
| 6    | Newry Town         | 36 | 11 | 7  | 18 | 44 | 58 | 40    |
| 7    | Crusaders          | 36 | 9  | 13 | 14 | 41 | 55 | 40    |
| 8    | Ballymena United   | 36 | 6  | 16 | 14 | 45 | 62 | 34    |
| 9    | Cliftonville       | 36 | 7  | 13 | 16 | 38 | 59 | 34    |
| 10   | Lisburn Distillery | 36 | 9  | 5  | 22 | 39 | 63 | 32    |

G = Partite giocate; V = Vittorie; N = Nulle/Pareggi; P = Perse; GF = Goal fatti; GS = Goal subiti; 